# Thénardit
Thénardit (ehemals Thenardit) ist ein eher selten vorkommendes Mineral aus der Mineralklasse der „Sulfate (und Verwandte)“. Es kristallisiert im orthorhombischen Kristallsystem mit der Zusammensetzung α-Na2[SO4], ist also chemisch gesehen ein wasserfreies Natriumsulfat.
Thénardit entwickelt in der Regel körnige Aggregate und Krusten von weißer Farbe mit einem Stich ins Bläuliche. Auch farbloser Thenardit ist bekannt. Größere Kristalle sind ebenso wie beim Mirabilit selten.

## Etymologie und Geschichte
Erstmals entdeckt wurde das Mineral am Salzsee von Espartinas nahe Aranjuez in der spanischen Gemeinde Madrid und beschrieben 1826 durch José Luis Casaseca, der es nach dem französischen Chemiker Louis Jacques Thénard (1777–1826) benannte.
In älteren Publikationen ist der Mineralname in der Schreibweise Thenardit (ohne Akut über dem e), was allerdings nicht den Vorgaben zur Mineralbenennung der IMA entspricht, nach der beispielsweise bei Mineralen, die nach einer Person benannt wurden, darauf geachtet werden muss, dass die Schreibweise des Namens übernommen wird (Ausnahmen sind lediglich Leerzeichen und Großbuchstaben, die beim Mineralnamen beseitigt werden). Die bei vielen Mineralen uneinheitliche Schreibweise ihrer Namen wurde zunächst mit der 2008 erfolgten Publikation „Tidying up Mineral Names: an IMA-CNMNC Scheme for Suffixes, Hyphens and Diacritical marks“ bereinigt und unter anderem für den Thénardit 2014 im 20. Newsletter der IMA/CNMNC nachgeholt. Seitdem wird Thénardit international in der Schreibweise mit dem zugehörigen Akut geführt.

## Klassifikation
In der zuletzt 1977 überarbeiteten 8. Auflage der Mineralsystematik nach Strunz gehörte Thénardit zur Mineralklasse der „Sulfate, Chromate, Molybdate und Wolframate“ (einschließlich einiger Selenate und Tellurate) und dort zur Abteilung der „Wasserfreien Sulfate ohne fremde Anionen“, wo er als einziges Mitglied eine nach ihm benannte Gruppe mit der Systemnummer VI/A.05 bildete.
In der zuletzt 2018 überarbeiteten Lapis-Systematik nach Stefan Weiß, die formal auf der alten Systematik von Karl Hugo Strunz in der 8. Auflage basiert, erhielt das Mineral die System- und Mineralnummer VI/A.07-010. Dies entspricht ebenfalls der Abteilung „Wasserfreie Sulfate [SO4]2−, ohne fremde Anionen“, wo Thénardit zusammen mit Arcanit und Mascagnin eine unbenannte Gruppe mit der Systemnummer VI/A.07 bildet.
Auch die von der International Mineralogical Association (IMA) zuletzt 2009 aktualisierte 9. Auflage der Strunz'schen Mineralsystematik ordnet den Thénardit in die Abteilung der „Sulfate (Selenate usw.) ohne zusätzliche Anionen, ohne H2O“ ein. Diese ist allerdings weiter unterteilt nach der relativen Größe der beteiligten Kationen, so dass das Mineral entsprechend seiner Zusammensetzung in der Unterabteilung „Mit mittelgroßen und großen Kationen“ zu finden ist, wo es als einziges Mitglied eine unbenannte Gruppe mit der Systemnummer 7.AC.25 bildet.
In der vorwiegend im englischen Sprachraum gebräuchlichen Systematik der Minerale nach Dana hat Thénardit die System- und Mineralnummer 28.02.03.01. Dies entspricht der Klasse der „Sulfate, Chromate und Molybdate“ und dort der Abteilung der „Sulfate“. Hier ist er als einziges Mitglied in einer unbenannten Gruppe mit der Systemnummer 28.02.03 innerhalb der Unterabteilung „Wasserfreie Säuren und Sulfate (A+)2XO4“ zu finden.

## Kristallstruktur
Thénardit kristallisiert orthorhombisch in der Raumgruppe Fddd (Raumgruppen-Nr. 70) mit den Gitterparametern a = 9,83 Å; b = 12,30 Å und c = 5,87 Å sowie 8 Formeleinheiten pro Elementarzelle.

## Eigenschaften

### Chemische Eigenschaften
Thénardit ist leicht wasserlöslich und hat einen bitteren Geschmack. Unter feuchten Bedingungen absorbiert er Wasser, wobei er in Mirabilit zerfällt.

### Physikalische Eigenschaften
Unter kurzwelligem UV-Licht zeigt er eine weiße und unter langwelligem UV-Licht eine gelb-grüne Fluoreszenz.

## Bildung und Fundorte

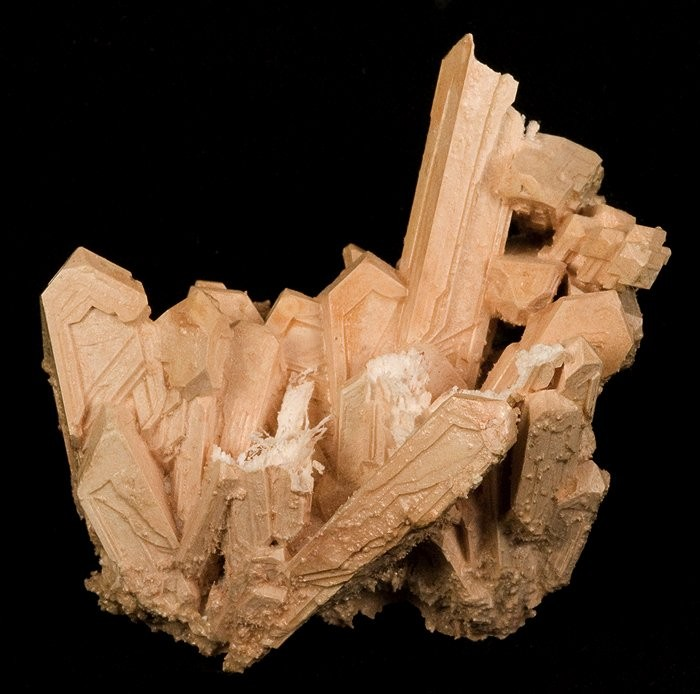
Pseudomorphose von Thenardit nach Mirabilit aus Boron im Kern County, Kalifornien, USA

Thénardit wird typischerweise in Evaporiten unter ariden Bedingungen gebildet. Weiterhin kommt es als sekundäres Mineral in der Form von Ausblühungen an diversen Gesteinen oder Mineralien vor. Thenardit kommt typischerweise vergesellschaftet mit Blödit, Epsomit, Glauberit, Gips, Mirabilit, Soda und Steinsalz vor. Ein chemisch ähnliches in der Natur vorkommendes Natriumsulfat ist Mirabilit. Hierbei handelt es sich um das entsprechende Decahydrat des Thenardit. Da sich diese Mineralien nur durch die Menge des Kristallwassers unterscheiden, sind die entsprechenden Pseudomorphosen zwischen ihnen möglich.
Als eher seltene Mineralbildung kann Thénardit an verschiedenen Fundorten zum Teil reichlich vorhanden sein, insgesamt ist er jedoch wenig verbreitet. Als bekannt gelten bisher (Stand: 2011) rund 200 Fundorte.
Bekannte Fundorte sind:
- Kanada

Carrière Francon, Montréal, Québec
- Chile

Aguas Blancas, Région d'Antofagasta
- Frankreich

Avion, Pas-de-Calais, Nord-Pas-de-Calais
Weiterhin kann sich Thénardit als Ausblühungen, wie auch die anderen Sulfate (Pentahydrit, Hexahydrit, Epsomit), an vulkanischen Fumarolen bilden. Bekannte Fundstellen sind der Vesuv und der Ätna in Italien. Über Fumarolentätigkeit abgeschiedenes Thénardit, wurde erstmals 1855 von Scacchi beschrieben. Er bezeichnete das Mineral als Pyrotechnit.

## Verwendung
Thénardit ist ein „Normmineral“ zur Beschreibung der chemischen Zusammensetzung von Gesteinen nach der CIPW-Norm.

### In der Medizin
Thénardit kann wie auch andere wasserlösliche Sulfate (Bsp.: Mirabilit) als Abführmittel eingesetzt werden.